# Honeywell
Ганівел Інтернешнал (англ. Honeywell International, Inc., NYSE: HON) — головна американська міжнародна корпорація, що виробляє зброю, космічні системи, автоматичні й контролюючі системи, іженерні послуги, транспортаційні системи.
Корпорація є відкритим акціонерним товариством.

## Історія
Заснована в 1906 році Марком Ганівелом (англ. Mark Honeywell) як «Ганівел гітинг спейшлти» (англ. Honeywell Heating Specialty Co.) в Вабаш, Індіана.
У 1927 злилася з англ. Minneapolis Heat Regulator Company з офісом у Міннеаполісі, Минесота, й прийняла назву англ. Minneapolis-Honeywell Regulator Company.
У 1999 злилася з англ. AlliedSignal.

## Статистика
Головний офіс в Моррістаун, Нью-Джерсі.
Чисельність працівників — 116 тис. осіб.
Оборот — 31,4 млрд дол. (2006).
Нето-прибуток — 2,083 млрд дол.
Капіталізація — 42,4 млрд дол. в 748,4 млн акцій. 79 % з них у власності фінансових інституцій.
Виконавчій директор — Кот Девід (англ. David M. Cote). Підприємство включено в Промисловий індекс Доу-Джонс.

## Характеристика
Компанія широко критикується за вигідні контракти на виробництво зброї для війни в Іраку й за близькість до бізнес-структур Діка Чейні.
Honeywell володіє також торговими марками Престон (англ. Prestone), Фрем (англ. Fram), Аутолайт (англ. Autolite).